# Absència (espectacle)
Absència va ser un espectacle coreogràfic d'Avelina Argüelles interpretat per primer cop dins el programa de la II Mostra de Dansa Independent el 28 de febrer de 1979. L'execució va durar vint minuts i va ser interpretada per les set components d'Heura Dansa Contemporània: Alícia Pérez Cabrero, Isabel Ribas, Remei Barderí, Elisa Huertas, Lola Fuentes, Carme Vidal i la mateixa Argüelles.
La pintura de Tàpies Banc i forats en va ser una de les fonts d'inspiració (Argüelles n'estudià les textures). De fet, la idea sorgí del mateix taller de Gilberto Ruiz-Lang en què va néixer el projecte de la coreografia Laberint (1979). Va escriure'n la música original Joan Vives, i s'hi incorporà la veu de Josep Torrents recitant el sonet XCIV de Pablo Neruda, «Si muero sobrevíveme con tanta fuerza pura». La peça comença amb les set noies recorrent l'espai amb la mirada.
Amb aquesta coreografia, Argüelles va guanyar ex aequo el segon premi del Concurs de Nyon (Suïssa) amb Com et dius, nena?, d'Isabel Ribas, el 1979. Gràcies a la participació en concursos internacionals, Heura va trobar el seu lloc entre altres companyies i grups emergents a Europa. Absència és la primera peça que estrena Argüelles, en la qual consten principis expressionistes —similars a l'estètica que proliferava a Alemanya— que utilitzarà la coreògrafa en les obres següents. D'aquesta peça es va valorar especialment l'efectivitat i l'estructura del moviment coral i l'atenció als detalls, a més de la interpretació de les set ballarines d'Heura.
Tot i que en dirigir el procés de creació Avelina Argüelles primer es va centrar en l'estudi de textures sobre el quadre Banc i forats de Tàpies, durant el desenvolupament es va fixar més en la resposta individual de cadascuna de les intèrprets davant els estímuls, tot afegint-hi associacions de la memòria. De fet, Argüelles dedica Absència a la memòria del seu germà, mort en un accident a la muntanya. Una de les pautes, per exemple, era recórrer amb la mirada un espai buit, però imaginat amb uns objectes que ja no hi eren, tot plasmant una atmosfera continguda. D'aquesta manera, Argüelles emprèn una línia coreogràfica basada en els detalls, l'elecció de pocs i significatius elements escenogràfics i un estil de moviment fonamentat en la tècnica Limón.